# Bitva u Křeče
Bitva u Křeče se odehrála 19. srpna 1435 a byla poslední opravdovou bitvou husitských válek.

## Příčiny
Bitva u Lipan, která proběhla o rok dříve, znamenala konec sirotčího polního vojska a sirotčí obce jako takové. Síla Tábora ale byla ještě poměrně značná. Táborské bratrstvo sice již nebylo rozhodující mocností v Čechách, ale pořád bylo schopné boje. Proto začalo dobývání některých táborských hradů a měst, aby jeho bojeschopnost byla docela potlačena.
Oldřich II. z Rožmberka začal obléhat hrad a město Lomnici nad Lužnicí, které bylo táborskou oporou již od roku 1420 a způsobovalo Rožmberkovi velké škody. Husité pod velením hejtmana Jana Řezníka se ale vzdali až devět měsíců od začátku obléhání na podzim roku 1435. Na počátku obléhání se vydalo Lomnici na pomoc táborské vojsko.

## Bitva
Oldřich z Rožmberka táboritům, vezoucím do Lomnice cenný proviant, nekladl při vstupu do obleženého hradu žádné překážky. Na zpáteční cestě dal husity sledovat (a snad svoji armádu posílil i o oddíly z blízkých hradů, například Choustníku). Poblíž Černovic u vesnice Křeč zřejmě překvapivě zaútočil, protože husité nestačili sestavit vozovou hradbu a zůstaly v ní na některých místech mezery. Táborité měli na osm set mrtvých a zachránila se nejspíš jen jejich jízda. Když přihlédneme ke skutečnosti, že poměr mezi pěchotou a jízdou byl v husitském vojsku asi 10:1, mohlo mít poražené táborské vojsko před bitvou asi 900–1000 bojovníků.

## Důsledky
Bitva u Křeče neovlivnila zcela vojenskou a politickou sílu Tábora, ale znamenala zničení jeho úderné skupiny. Po této bitvě musel dosud radikální husitský Tábor pomýšlet na dohodu se Zikmundem, který byl nakonec korunován českým králem.

## Památník
Při pětisetletém výročí bitvy byl zásluhou Jihočeské společnosti pro zachování husitských památek, Místní Osvětové komise v Černovicích a ve Křeči a Osvětovému sboru v Pacově zbudován na domnělém místě bitvy (východně od obce Křeč u cesty směrem na Černovice vedle železniční úzkorozchodné trati Jindřichův Hradec – Obrataň) kamenný památník ve tvaru kalichu. Slavnostní odhalení proběhlo 22. září 1935.